# Macrolabis lamii
Macrolabis lamii är en tvåvingeart som beskrevs av Rubsaamen 1916. Macrolabis lamii ingår i släktet Macrolabis och familjen gallmyggor. Inga underarter finns listade i Catalogue of Life.